# Heinrich Hackl
Heinrich Hackl (* 23. Mai 1893 in Wien; † nach 1954) war ein österreichischer Jurist und deutscher Reichsgerichtsrat.

## Leben
Hackl trat 1915 in den österreichischen Justizdienst ein. 1919 legte er die Richteramtsprüfung ab. Im November 1919 kam er in das Justizministerium und schlug die Ministerialbeamtenlaufbahn ein. Nach seiner Aussage stand er zum Zeitpunkt des „Anschlusses“ 1938 kurz vor der Ernennung zum Ministerialrat. 1939 kam er an das Reichsgericht. Er war zunächst im  VI. dann im IV. Strafsenat tätig. Nach seiner Aussage nach Kriegsende wurde er 1943 in den V. Zivilsenat „strafversetzt, da es an Verständnis für die Anforderungen einer Nationalsozialistischen Strafrechtspflege mangle“, insbesondere in der Sache Oberst Stochmal und Hauptmann Rosenkranz, die während des nationalsozialistischen Umsturzversuches in Österreich 1934, dem sogenannten Juliputsch im Salzburger Dorf Lamprechtshausen, den lokalen Putsch blutig niederschlugen.